# Qualcomm
Qualcomm Incorporated este o companie multinațională americană, cu sediul în San Diego, California, și constituită în Delaware. Creează proprietate intelectuală, semiconductoare, software,  echipamente de telecomunicații care proiectează și comercializează produse și servicii legate de tehnologia wireless. Compania deține brevete esențiale pentru standardele de comunicații mobile CDMA2000, TD-SCDMA și WCDMA. Qualcomm a dezvoltat componente sau software pentru semiconductoare pentru vehicule, ceasuri, laptopuri, Wi-Fi, smartphone-uri și alte dispozitive.
Qualcomm a fost înființată în 1985 de Irwin M. Jacobs și alți șase co-fondatori.Cercetările sale timpurii despre tehnologia de telefonie mobilă CDMA au fost finanțate prin vânzarea sistemelor de comunicații prin satelit pentru camioane comerciale. După o dezbatere aprinsă în industria wireless, standardele tehnologiei 3G au fost adoptate, fiind luate în considerare brevetele CDMA Qualcomm.

## Istoria companiei
Compania Qualcomm a fost creată pe 1 iulie 1985 de un grup de ex-angajați ai companiei en:Linkabit conduși de Irwin Jacobs. Compania a fost numită Qualcomm for "QUALity COMMunications". Activitatea inițială a companiei s-a axat pe cercetare și dezvoltare de contracte, în mare parte, pentru proiecte guvernamentale și de apărare.